# Coupe de la Ligue 2014/15
De Coupe de la Ligue  is de voetbalcompetitie om de Franse voetbalbeker in het seizoen 2014/15. De competitie begon op 12 augustus 2014 en eindigde met de finale op 11 april 2015 in het Stade de France. Titelhouder was Paris Saint-Germain, dat Olympique Lyonnais met 2-1 versloeg in de finale op 19 april 2014.

## Eerste ronde
|                  |                  |       |                                    |                                                                    |
| 12 augustus 2014 | Valenciennes (2) | 1 – 3 | Troyes (2)                         | Stade du Hainaut Toeschouwers: 4.640 Scheidsrechter: Olivier Thual |
| 12 augustus 2014 | Nguette 56'      |       | Gimbert 23' Ayasse 58' Darbion 74' | Stade du Hainaut Toeschouwers: 4.640 Scheidsrechter: Olivier Thual |

|                  |                                              |       |                                      |                                                                                |
| 12 augustus 2014 | Tours (2)                                    | 2 – 2 | Dijon (2)                            | Stade de la Vallée du Cher Toeschouwers: 3.578 Scheidsrechter: Sylvain Palhies |
| 12 augustus 2014 | Diaz 6' Adnane 64'                           |       | Diony 66' Babit 71'                  | Stade de la Vallée du Cher Toeschouwers: 3.578 Scheidsrechter: Sylvain Palhies |
| 12 augustus 2014 | Strafschoppen                                |       |                                      | Stade de la Vallée du Cher Toeschouwers: 3.578 Scheidsrechter: Sylvain Palhies |
| 12 augustus 2014 | Chavalerin Ketkeophomphone Bouhours Fontaine | 2–4   | Philippoteaux Varrault Gastien Diony | Stade de la Vallée du Cher Toeschouwers: 3.578 Scheidsrechter: Sylvain Palhies |

|                  |                           |       |             |                                                                              |
| 12 augustus 2014 | Laval (2)                 | 2 – 0 | Sochaux (2) | Stade Francis Le Basser Toeschouwers: 5.737 Scheidsrechter: Alexandre Castro |
| 12 augustus 2014 | Robic 11' Gonçalves 90+3' |       |             | Stade Francis Le Basser Toeschouwers: 5.737 Scheidsrechter: Alexandre Castro |

|                  |                          |       |              |                                                                           |
| 12 augustus 2014 | Nancy (2)                | 2 – 1 | Le Havre (2) | Stade Marcel Picot Toeschouwers: 12.579 Scheidsrechter: Sébastien Moreira |
| 12 augustus 2014 | Coulibaly 12' Grange 45' |       | Manzala 55'  | Stade Marcel Picot Toeschouwers: 12.579 Scheidsrechter: Sébastien Moreira |

|                  |                         |       |               |                                                                            |
| 12 augustus 2014 | Arles (2)               | 3 – 2 | Niort (2)     | Parc des Sports Toeschouwers: 1.093 Scheidsrechter: Alexandre Perreau Niel |
| 12 augustus 2014 | Ngakoutou 19', 54', 86' |       | Koné 24', 70' | Parc des Sports Toeschouwers: 1.093 Scheidsrechter: Alexandre Perreau Niel |

|                  |              |       |            |                                                                           |
| 12 augustus 2014 | Clermont (2) | 1 – 0 | Istres (2) | Stade Gabriel Montpied Toeschouwers: 1.962 Scheidsrechter: Romain Delpech |
| 12 augustus 2014 | Capelle 5'   |       |            | Stade Gabriel Montpied Toeschouwers: 1.962 Scheidsrechter: Romain Delpech |

|                  |                                              |       |                                     |                                                                         |
| 12 augustus 2014 | Orléans (2)                                  | 1 – 1 | Auxerre (2)                         | Stade de la Source Toeschouwers: 4.089 Scheidsrechter: Yohann Rouinsard |
| 12 augustus 2014 | Maah 45+4'                                   |       | Chérif 44'                          | Stade de la Source Toeschouwers: 4.089 Scheidsrechter: Yohann Rouinsard |
| 12 augustus 2014 | Strafschoppen                                |       |                                     | Stade de la Source Toeschouwers: 4.089 Scheidsrechter: Yohann Rouinsard |
| 12 augustus 2014 | Louisy-Daniel Glombard Loval Delonglée Tomas | 3–4   | Lefebvre Haller Ben Idir Boly Viale | Stade de la Source Toeschouwers: 4.089 Scheidsrechter: Yohann Rouinsard |

|                  |                        |       |           |                                                                       |
| 12 augustus 2014 | Angers (2)             | 2 – 1 | Nîmes (2) | Jean-Bouin Stadium Toeschouwers: 4.425 Scheidsrechter: Amaury Delerue |
| 12 augustus 2014 | Blayac 7' Thomas 90+1' |       | Nouri 10' | Jean-Bouin Stadium Toeschouwers: 4.425 Scheidsrechter: Amaury Delerue |

|                  |             |       |                           |                                                                      |
| 12 augustus 2014 | Bastia (2)  | 1 – 2 | Créteil (2)               | Stade Armand Cesari Toeschouwers: 450 Scheidsrechter: Didier Falcone |
| 12 augustus 2014 | Ripart 108' |       | Diedhiou 96' Essombé 105' | Stade Armand Cesari Toeschouwers: 450 Scheidsrechter: Didier Falcone |

|                  |                            |       |                                    |                                                                        |
| 12 augustus 2014 | Brest (2)                  | 1 – 1 | Gazélec FCO Ajaccio (2)            | Stade Francis-Le Blé Toeschouwers: 4.917 Scheidsrechter: William Lavis |
| 12 augustus 2014 | Grougi 90+1'               |       | Larbi 64'                          | Stade Francis-Le Blé Toeschouwers: 4.917 Scheidsrechter: William Lavis |
| 12 augustus 2014 | Strafschoppen              |       |                                    | Stade Francis-Le Blé Toeschouwers: 4.917 Scheidsrechter: William Lavis |
| 12 augustus 2014 | Moimbé Ramaré Perez Grougi | 2–4   | Martinez François Mayi Ducourtioux | Stade Francis-Le Blé Toeschouwers: 4.917 Scheidsrechter: William Lavis |

## Tweede ronde
| Club                 | Resultaat | Club                        | Datum            |
| -------------------- | --------- | --------------------------- | ---------------- |
| LB Châteauroux       | -         | Clermont Foot               | 26 augustus 2014 |
| Angers SCO           | -         | Athlétic Club Arles-Avignon | 26 augustus 2014 |
| Stade Lavallois      | -         | Dijon FCO                   | 26 augustus 2014 |
| US Créteil-Lusitanos | -         | Gazélec FCO Ajaccio         | 26 augustus 2014 |
| AJ Auxerre           | -         | AS Nancy                    | 26 augustus 2014 |
| ES Troyes AC         | -         | AC Ajaccio                  | 26 augustus 2014 |

## Derde ronde
| Club | Resultaat | Club | Datum                 |
| ---- | --------- | ---- | --------------------- |
|      | -         |      | 28 of 29 oktober 2014 |
|      | -         |      | 28 of 29 oktober 2014 |
|      | -         |      | 28 of 29 oktober 2014 |
|      | -         |      | 28 of 29 oktober 2014 |
|      | -         |      | 28 of 29 oktober 2014 |
|      | -         |      | 28 of 29 oktober 2014 |
|      | -         |      | 28 of 29 oktober 2014 |
|      | -         |      | 28 of 29 oktober 2014 |
|      | -         |      | 28 of 29 oktober 2014 |
|      | -         |      | 28 of 29 oktober 2014 |

## Laatste 16
| Club | Resultaat | Club | Datum                  |
| ---- | --------- | ---- | ---------------------- |
|      | -         |      | 16 of 17 december 2014 |
|      | -         |      | 16 of 17 december 2014 |
|      | -         |      | 16 of 17 december 2014 |
|      | -         |      | 16 of 17 december 2014 |
|      | -         |      | 16 of 17 december 2014 |
|      | -         |      | 16 of 17 december 2014 |
|      | -         |      | 16 of 17 december 2014 |
|      | -         |      | 16 of 17 december 2014 |

## Schema
|  | kwartfinale         | kwartfinale         |                     |       | halve finale | halve finale |  |  | finale | finale |
|  |                     |                     |                     |       |              |              |  |  |        |        |
|  |                     |                     |                     |       |              |              |  |  |        |        |
|  | 14 januari          |                     |                     |       |              |              |  |  |        |        |
|  |                     |                     |                     |       |              |              |  |  |        |        |
|  | Lille OSC           | 2                   |                     |       |              |              |  |  |        |        |
|  | Lille OSC           | 2                   | 3 februari          |       |              |              |  |  |        |        |
|  | FC Nantes           | 0                   |                     |       |              |              |  |  |        |        |
|  | FC Nantes           | 0                   | Lille OSC           | 0     |              |              |  |  |        |        |
|  | 13 januari          |                     | Lille OSC           | 0     |              |              |  |  |        |        |
|  |                     | Paris Saint-Germain | 1                   |       |              |              |  |  |        |        |
|  | AS Saint-Étienne    | Paris Saint-Germain | 1                   | 0     |              |              |  |  |        |        |
|  | AS Saint-Étienne    |                     | 11 april            | 0     |              |              |  |  |        |        |
|  | Paris Saint-Germain | 1                   |                     |       |              |              |  |  |        |        |
|  | Paris Saint-Germain | 1                   | Paris Saint-Germain | 4     |              |              |  |  |        |        |
|  | 14 januari          |                     | Paris Saint-Germain | 4     |              |              |  |  |        |        |
|  |                     | SC Bastia           | 0                   |       |              |              |  |  |        |        |
|  | AS Monaco           | SC Bastia           | 0                   | 2     |              |              |  |  |        |        |
|  | AS Monaco           | 4 februari          |                     | 2     |              |              |  |  |        |        |
|  | EA Guingamp         | 0                   |                     |       |              |              |  |  |        |        |
|  | EA Guingamp         | 0                   | AS Monaco           | 0 (6) |              |              |  |  |        |        |
|  | 13 januari          |                     | AS Monaco           | 0 (6) |              |              |  |  |        |        |
|  |                     | SC Bastia           | 0 (7)               |       |              |              |  |  |        |        |
|  | SC Bastia           | SC Bastia           | 0 (7)               | 3     |              |              |  |  |        |        |
|  | SC Bastia           |                     |                     | 3     |              |              |  |  |        |        |
|  | Stade Rennes        | 1                   |                     |       |              |              |  |  |        |        |
|  | Stade Rennes        | 1                   |                     |       |              |              |  |  |        |        |

## Kwartfinale
|                 |  |  |  |  |
| 13 januari 2015 |  |  |  |  |
|                 |  |  |  |  |

|                 |  |  |  |  |
| 13 januari 2015 |  |  |  |  |
|                 |  |  |  |  |

|                 |  |  |  |  |
| 14 januari 2015 |  |  |  |  |
|                 |  |  |  |  |

|                 |  |  |  |  |
| 14 januari 2015 |  |  |  |  |
|                 |  |  |  |  |

## Halve finale
|                 |  |  |  |  |
| 3 februari 2015 |  |  |  |  |
|                 |  |  |  |  |

|                 |  |  |  |  |
| 4 februari 2015 |  |  |  |  |
|                 |  |  |  |  |

## Finale
| 11 april 2015 – Stade de France, Saint-Denis 72.000 toeschouwers Scheidsrechter: Benoît Bastien Aanvang: 21:00 uur                                                      |               | |
| Paris Saint-Germain | 4 – 0         | SC Bastia |
| Zlatan Ibrahimović 21' (pen.) Zlatan Ibrahimović 41' Edinson Cavani 80' Edinson Cavani 90'                                                                              | goals         | |
| Laurent Blanc | trainer-coach | Ghislain Printant |
| Nicolas Douchez Thiago Silva Marquinhos Maxwell Serge Aurier Blaise Matuidi Marco Verratti Adrien Rabiot 77' Javier Pastore 72' Zlatan Ibrahimović Ezequiel Lavezzi 63' | opstellingen  | Alphonse Aréola Florian Marange Sébastien Squillaci François Modesto Gilles Cioni Ryad Boudebouz 68' Julien Palmieri Yannick Cahuzac Guillaume Gillet 22' Gaël Danic 81' Giovanni Sio |
| Edinson Cavani 63' Lucas Moura 72' Yohan Cabaye 77' Salvatore Sirigu Zoumana Camara Lucas Digne Gregory van der Wiel                                                    | wissels       | 22' Mathieu Peybernes 68' Floyd Ayité 81' Brandão Jean-Louis Leca Drissa Diakité Romaric François Kamano                                                                              |
| Ezequiel Lavezzi 43' | gele kaarten  | 24' Yannick Cahuzac 86' Mathieu Peybernes 88' Gilles Cioni |
| | rode kaarten  | 19' Sébastien Squillaci |

## Deelnemers per ronde
| Divisie / wedstrijden               | 1e ronde | 2e ronde               | 3e ronde (10 clubs van 1e ronde) | Achtste finales        | Kwartfinales           | Halve finales          | Finale                 |
| ----------------------------------- | -------- | ---------------------- | -------------------------------- | ---------------------- | ---------------------- | ---------------------- | ---------------------- |
| Ligue 1 (spelen europees) 6 clubs   | bye      | bye                    | bye                              | 6                      |                        |                        |                        |
| Ligue 1 (niet europees) 14 clubs    | bye      | bye                    | 14                               | >=4                    |                        |                        |                        |
| Ligue 2 20 clubs                    | 18       | 12                     | 6                                |                        |                        |                        |                        |
| National 2 clubs semi-professioneel | 2        | indien nog in toernooi | indien nog in toernooi           | indien nog in toernooi | indien nog in toernooi | indien nog in toernooi | indien nog in toernooi |
| Totaal                              | 20       | 12                     | 20                               | 16                     | 8                      | 4                      | 2                      |